# 青草沙水库
青草沙水库位于中国上海市崇明区长兴岛西北的长江江心，是上海市四大水源地之一。

## 历史
由中科院院士陈吉余于20世纪90年代初提议。2007年6月开始建设，2010年11月建成。

## 功用
青草沙水库由青草沙库区、中央沙库区、蓄泥区、上下游引排水泵闸、输水泵闸、水质实验区和生产管理区等工程组成。配套工程包括长江原水输水隧道工程、陆域输水管线及增压泵站工程。库区堤线总长约48公里，水面积约66平方公里，设计有效库容4.38亿立方公尺，最高运行水位7.0公尺。饮用水水源一级保护区总面积约79平方公里。实际库容是3.8亿立方公尺，已经满足实际需求。
是中国最大的避鹹蓄淡型河口江心水库。供水规模达每天719万立方公尺，超过黄浦江水库的供应总量。
“长江水引入青草沙水库后，流速会变得十分缓慢，江水中携带的泥沙会自然沉降，从江水入库开始减速到原水取水口长达20公里，有足够的距离使江水泥沙沉淀变清。”

## 供水范围
青草沙水库供水范围覆盖长宁、徐汇、黄浦、虹口、杨浦、浦东新区等6个行政区的全部地区，以及普陀（苏州河以南）、静安（不含原闸北）、闵行(北部地区)、青浦（东部地区）、崇明（长兴横沙两岛）等5个行政区的部分地区，受益人口约1300万，主要向长兴水厂、杨树浦水厂、南市水厂、长桥水厂、徐泾水厂、凌桥水厂、陆家嘴水厂、居家桥水厂、临江水厂、金海水厂、城镇水厂、航头水厂、惠南水厂、南汇南水厂供应优质原水。